# Olderico Manfredi I
Olderico Manfredi I noto anche come Manfredo I o Magnifredo, (X secolo – 1000) fu signore della marca di Torino.
(Luigi Cibrario, Storia di Torino, capo VI)

## Biografia
Poco si conosce circa Manfredo I (o Magnifredo), figlio di Arduino il Glabro e suo successore nella gestione della marca torinese: certo è che si spense intorno all'anno 1000, ma anche se questa data si hanno oltre che poche fonti, molte incertezze; incerta è anche la data dell'inizio del suo marchesato. 
Sotto il suo governo, i territori soggetti al governo della città torinese si estendevano dalla Liguria alle Alpi, fino alla valle del Po.
Egli sposò Prangarda, figlia di Adalberto Atto di Canossa: ella diede a Manfredo il suo discendente e successore, Olderico Manfredi II e Alarico, poi vescovo di Asti.

## Ascendenza
|                     |   |   | Genitori |  |  | Nonni              |  |  | Bisnonni            |  |
|                     |   |   |          |  |  | Ruggero di Auriate |  |  | Arduino di Neustria |  |
|                     |   |   |          |  |  | Ruggero di Auriate |  |  | Arduino di Neustria |  |
|                     |   | … |          |  |  | Ruggero di Auriate |  |  |                     |  |
| Arduino il Glabro   |   |   |          |  |  | Ruggero di Auriate |  |  |                     |  |
|                     |   | … | …        |  |  |                    |  |  |                     |  |
|                     |   | … | …        |  |  |                    |  |  |                     |  |
|                     |   | … | …        |  |  |                    |  |  |                     |  |
| Olderico Manfredi I |   | … |          |  |  |                    |  |  |                     |  |
|                     | … | … |          |  |  |                    |  |  |                     |  |
|                     | … | … |          |  |  |                    |  |  |                     |  |
|                     | … | … |          |  |  |                    |  |  |                     |  |
| Immula              | … |   |          |  |  |                    |  |  |                     |  |
|                     |   | … | …        |  |  |                    |  |  |                     |  |
|                     |   | … | …        |  |  |                    |  |  |                     |  |
|                     |   | … | …        |  |  |                    |  |  |                     |  |
|                     |   | … |          |  |  |                    |  |  |                     |  |